# Grand Princess
La Grand Princess è una nave da crociera appartenente alla compagnia di navigazione Princess Cruises. Può ospitare fino a 3300 passeggeri.

## Storia

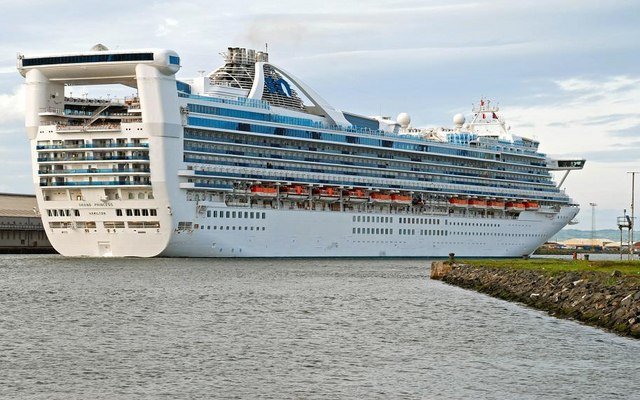
Grand Princess vista da poppa a Belfast nel 2008. Si noti la tipica struttura rialzata, poi rimossa, che per il suo design controverso rese la nave famosa come Shopping trolley (carrello della spesa).

Costruita nel 1998 a Monfalcone, la nave è la prima della classe Grand e, al momento del varo, si trattava della nave passeggeri più grande e costosa mai costruita nella storia; questo record le fu strappato l'anno successivo dalla Voyager of the Seas, costruita in Finlandia. Nel 2009 fu sottoposta a dei lavori in bacino di carenaggio per aumentare la sostenibilità ambientale. Nel 2011, invece, Grand Princess subì una pesante ristrutturazione che ha comportato anche la rimozione della sovrastruttura a poppa, usata come sala lounge panoramica per i passeggeri (presente tuttora in altre navi di classe Grand e  derivate), poiché la posizione e l'onerosità di tale carico provocavano uno stress dello scafo e un rialzamento della prua in navigazione. Per ovviare al problema, difatti, nelle navi successive i piani superiori sono stati costruiti in alluminio. Un ulteriore aggiornamento della nave è avvenuto nel 2019.

### Casi di COVID-19
Nel marzo 2020 la nave è ferma in quarantena in acque statunitensi poiché a bordo sono stati riscontrati casi di persone infette da SARS-CoV-2.

## Navi gemelle
- Pacific Adventure (ex Golden Princess)
- Pacific Encounter (ex Star Princess)